# 洛帕康歐弗盧克
洛帕康歐弗盧克（英語：Lopatcong Overlook）是位於美國新澤西州沃倫縣的普查規定居民點。

## 人口
根據2020年美國人口普查的數據，洛帕康歐弗盧克的面積為0.96平方千米，皆為陸地。當地共有人口692人，而人口密度為每平方千米720.83人。